# ريتشارد جي. سكوت
ريتشارد جي. سكوت (بالإنجليزية: Richard G. Scott)‏ هو مهندس نووي ومهندس أمريكي، ولد في 7 نوفمبر 1928 في بوكاتيلو في الولايات المتحدة، وتوفي في 22 سبتمبر 2015 في سولت ليك في الولايات المتحدة.

## وصلات خارجية
- ريتشارد جي. سكوت على موقع IMDb (الإنجليزية)